# Божия Матерь Зейтунская

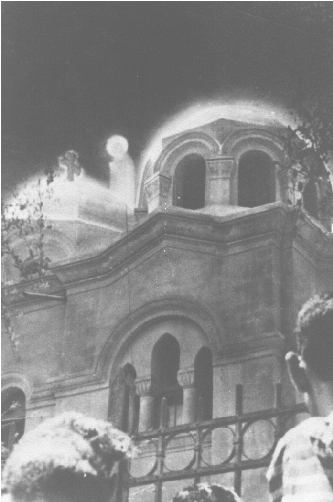
Явление Богоматери над коптской церковью в пригороде Каира, городе Зейтун, в 1968 году

Явления Богородицы в Зейтуне происходили со 2 апреля 1968 года по 29 мая 1971 года
в городе Зейтун, пригороде Каира, столицы Египта. Богоматерь периодически являлась в виде светящегося образа над куполами церкви Святой Девы Марии. Миллионы египтян и иностранцев всевозможных вероисповеданий наблюдали явления, длящиеся от нескольких минут до нескольких часов.

## Явления
По словам очевидцев, начиная со 2 апреля 1968 года, Дева Мария являлась в различных образах над зданием коптской православной церкви Святой Девы Марии в Зейтуне, пригороде Каира. Явления длились от нескольких минут до нескольких часов, и иногда сопровождались появлением светящихся объектов, похожих на голубей. Эти явления видели миллионы египтян и иностранцев, в их числе православные, католики, протестанты, мусульмане, иудеи и люди, не принадлежащие ни к какой деноминации. Как утверждается, были многочисленные исцеления больных и слепых. В результате, многие люди обратились в христианство.
Патриарх Александрийский Кирилл VI назначил комиссию из высокопоставленных священников и архиереев для расследования этого вопроса. Комиссию возглавлял Григорий, епископ Высшей школы, коптской культуры и научных исследований. 4 мая 1968 года Патриархия Коптской православной церкви опубликовала официальное заявление, подтверждающее явления.
Коптский католический патриарх кардинал Стефан I официально подтвердил истинность явлений. Он сказал, что вне всякого сомнения, явления Богоматери Зейтунской происходили и наблюдались многими коптскими католиками из его паствы, которых он знает и которые заслуживают доверия. Явления также подтвердили иезуитский священник отец Генрих Хабиб Айрут, ректор католического Collège de la Sainte Famille в Каире и священник Ибрагим Саид, глава протестантского евангелического духовенства.
Монахини из Общества Святейшего Сердца Иисуса также стали свидетелями явления и направили подробный отчёт в Ватикан. В результате, 28 апреля 1968 года из Ватикана прибыли два посланника, которые сами наблюдали явления и направили доклад Папе Римскому Павлу VI (сообщение в газете «Al Ahram». Архивная копия от 2 мая 2014 на Wayback Machine от 6 мая 1968 года).
На уровне египетского правительства также была подтверждена истинность явлений Богоматери.
Явления были сняты на видеоплёнку и транслировались египетским телевидением. Они также были засняты фотографами многих газет.
Расследования, проведённые полицией, не могли найти никаких объяснений этим явлениям. В радиусе 24 км не было найдено никакого устройства,
способного проецировать изображение на купол храма. Фотографы из независимых изданий выражали мнение, что подобные явления не могли быть результатом манипуляций.
Скептически настроенные исследователи не могут найти убедительных аргументов, отрицающих реальность явлений. Дэйл Аллисон пишет: «Я должен признаться, однако, что не нахожу никакого объяснения наблюдениям Девы Марии в 1968—1969 годах в коптской церкви Св. Марии, в Зейтуне, Египет; по сообщениям, Её видели десятки тысяч мусульман и христиан. (I must confess, however, that I am at a loss to explain
the 1968—1969 sightings of the Virgin Mary at St. Mary Coptic Church in Zeitoun, Egypt; she was reportedly seen by tens of thousands, both Muslims and Christians.)». Майкл Кэрролл называет явления «неоспоримой реальностью»: «неоспоримая реальность чего-то светящегося наверху церкви Девы Марии в Зейтуне (the undeniable reality of a luminous something atop the Church of the Virgin in Zeitoun)».
Коптская православная церковь построила и освятила две церкви в честь Божией Матери Зейтунской (день празднования 2 апреля), одну во Франции и другую в Вене.

## Сообщения в прессе
Выход 4 мая 1968 года «Заявления Патриаршей резиденции в Каире», сделанного по указу главы Коптской церкви патриарха Кирилла VI, на следующий же день был освещён на первых страницах всех основных Каирских газет:

«Аль-Ахрам» (полуофициальная правительственная газета): «Патриарх Кирилл VI выпустил заявление, подтверждающее явление.» 
 «Аль-Гумхурия»: «Патриарх объявил явление Девы Марии в церкви в Зейтуне.» 
 «Аль-Ахбар»: «Тысячи граждан различных религий утверждают, что они видели Деву Марию.» 
 «Ватани»: «Преображение Девы Марии в Зейтуне превосходит Её преображение в Фатиме, Лурде и Испании.» 
 «Прогресс Диманш» (франко-язычная газета): «Чудесное явление Девы Марии.» 

Оригинальный текст (англ.)
Al Ahram (semi-official Government newspaper): "The Patriarch Kyrillos VI issues a declaration stressing the apparition." 

Al Goumhouryia: "The Patriarch announces the appearance of the Virgin Mary at the Church in Zeitoun." 

Al-Akhbar: "Thousands of citizens from different religions declare that they saw the Virgin Mary." 

Watani: "The transfiguration of the Virgin at Zeitoun exceeds her transfiguration at Fatima and Lourdes and Spain." 

The Egyptian Gazette: "Virgin Mary appeared at Zeitun — Kyrillos VI." 

Progres Dimanche (French language newspaper): "The miraculous appearance of the Virgin Mary." 

Francis Johnston. When Millions Saw Mary. — 1980. p. 12. 

Pearl Zaki. Our Lord’s Mother visits Egypt in 1968. — 1977. p. 112.

Майкл Карол (Michael P. Carroll) сообщает о достаточно широком освящении явлений, опубликованном 6 мая 1968 года в лондонской «Таймс». В 1968 году «Нью-Йорк Таймс» также опубликовала несколько статей о явлениях Богородицы в пригороде Каира.

Двенадцать бородатых, в черных одеждах священнослужителей Коптской Православной Церкви, сидящих под большой фотографией президента Гамаля Абдель Насера в Патриаршем Дворце, сегодня подтвердили своё согласие с сообщениями о чудесных явлениях Богоматери в Каире.
Оригинальный текст (англ.)
Twelve bearded, black-robed clergymen of the Coptic Orthodox Church, seated beneath a large photograph of President Gamal Abdel Nasser at the patriarchal palace here, affirmed today their acceptance of reported miraculous appearances of the Virgin Mary in Cairo. 

VISIONS OF VIRGIN REPORTED IN CAIRO (Coptic Bishop Among Those Who Tell of Apparition) By Thomas F. Brady special to The New York Times. 
THE NEW YORK TIMES, Sunday, May 5, 1968. 

Томас Ф. Брэди. Сообщения о явлениях Девы Марии в Каире (Коптский епископ среди тех, кто сообщил о явлении). Нью-Йорк Таймс, Воскресный номер, Май 5, 1968.

Уже в течение трех месяцев мусульмане и христиане толкутся на песчаном дворе Зейтунской церкви Пресвятой Девы Марии, с тех пор как Богородица
впервые явилась чудесным образом парящей над куполом церкви. Бесчисленное количество египтян сообщают о видении Её над церковью, либо в виде неопределённого света, либо как отчётливо выраженную фигуру, иногда с оливковой ветвью. 
Оригинальный текст (англ.)
Moslems and Christians alike, they have shuffled through the sandy yard of Zeitoun's Church of Saint Mary for three months, since the Virgin was first said to have appeared miraculously floating over the church's dome. Since then, countless Egyptians have reported seeing her above the church, sometimes as a glowing light and sometimes as an articulated figure, occasionally bearing an olive branch. Arabs Throng Christian Church At Cairo After Report of Vision By Eric Pace special to The New York Times. THE NEW YORK TIMES, August 21, 1968 (page 4).

Эрик Пейс. Арабы заполнили христианскую церковь в Каире после сообщения о явлении. Нью-Йорк Таймс, Август 21, 1968 (стр.4). 

## Официальные заключения
Из «Заявления Патриаршей резиденции в Каире», сделанного 4 мая 1968 года по указу главы Коптской церкви патриарха Кирилла VI: 

Явление наблюдалось многократно по ночам и до сих пор наблюдается в различных видах: то в полный рост, то в половину; всегда окруженное белым сияющим ореолом, появляется или из окон купола, или в пространстве между куполами. Пресвятая Дева передвигается между куполами, ходит, склоняется перед крестом на крыше храма — и тогда он начинает светиться величественным сиянием. Она обращается к множеству людей, собравшихся перед церковью, и благословляет их Своими руками и наклоном Пречистой Главы Своей. 

… 

Выпуская это заявление, Патриаршая Резиденция, с глубокой верой и огромной радостью, и со смиренной благодарностью ко Всемогущему Богу, объявляет, что Пресвятая Дева Мария являлась в ясных и устойчивых формах в течение многих ночей и на промежутки времени различной длительности, которые в некоторые ночи продолжались до двух и более часов, со второго апреля 1968 и до сих пор, в коптском православном храме в Зейтуне, в Каире, который находится на дороге Матарийя, по которой Святое Семейство проходило во время их пребывания в Египте, что известно как исторический факт.
Оригинальный текст (англ.)
The appariton has appeared during different nights and is still appearing in varying forms: Sometimes in complete body and others in half,
always surrounded by a white glittering halo appearing either from the dome openings or from the space between the domes on which She used to move and march and bow before the cross on the church roof, giving it a magnificent light. She used also to face multitudes of people in front of the church, and bless them with Her hands and with nods from Her blessed head. 

... 

The Papal Residence, by issuing this statement, declares with complete faith and great rejoice and with gratitude submitted through self-humiliation to Almighty God that the Blessed Virgin Mary has appeared several times in clear and steady forms during many different nights
for varying periods, that reached in some of them to more than two hours continually, since the second of April 1968 up to now in the Coptic Orthodox Church in Zeitun, Cairo, that is in Mataria Road through which the Holy Family had passed during their settlement in Egypt as well-known historically. From THE PAPAL STATEMENT.

ST. MARY’S TRANSFIGURATIONS (The Coptic Orthodox Church of Zeitun). — 1968. pp. 16-18.

Отчёт директора службы информации своему министру, доктору Хафезу Гханему сообщает следующее:

Проведенные официальные расследования приводят к выводу, что является неоспоримым фактом то, что Пресвятая Дева появлялась над коптской  православной церковью в Зейтуне в явном и ярком светящемся теле, видимом всеми присутствующими перед церковью, как христианами, так и  мусульманами.

Оригинальный текст (англ.)
The official investigations have been carried out with the result that it has been considered an undeniable fact that the Blessed Virgin Mary has been appearing on the Coptic Orthodox Church at Zeitoun in a clear and bright luminous body, seen by all present in front of the church, whether Christian or Moslem. The Director of General Information and Complaints Department to His Excellency the Minister, Dr. Hafez Ghanem.

Francis Johnston. When Millions Saw Mary. — 1980. p. 14.

Его Высокопреосвященство кардинал Стефан I, Патриарх Коптской католической церкви объявил: 

Это, несомненно, реальное Явление, подтверждённое многими честнейшими и надёжнейшими членами Коптской Католической Церкви. Они видели явления Пресвятой Девы и дали мне полную детальную информацию и описание внешнего вида благословлённых Явлений на куполе зейтунской церкви. Сестра Паула де Мофало, католическая монахиня, известная своей аккуратностью и точностью, заверила меня в определённости Явления Девы Марии на куполе зейтунской церкви. Она дрожала и трепетала. Она говорит, что она не была единственным наблюдателем, но была одной среди тысяч наблюдателей, которые все видели это Явление. Это уникальное чудо несёт в себе благотворное послание, которое сделает зейтунскую церковь центром паломничества.
Оригинальный текст (англ.)
It is no doubt a real appearance, confirmed by many Coptic Catholic members of the highest integrity and reliability. They saw the Blessed Virgin's apparition and gave me complete details and descriptions of the appearances of the blesses apparitions on the dome of the Zeitoun Church. Sister Paula de Mofalo, Roman Catholic nun well known for her accuracy and preciseness, assured me of the certainty of the Virgin's appearance on the dome of the Zeitoun Church. She was shivering and trembling. She says that she was not the only observer, but she was among thousands of observers who all saw the apparition. This unique miracle ambodies a benevolent message which will make the Zeitoun Church a centre of pilgrimage. His Eminence Cardinal Stephanos I, Patriarch of the Catholic Copts.

Francis Johnston. When Millions Saw Mary. — 1980. pp. 13-14.

## Свидетельства очевидцев
В 2:45 утра Явление Благословенной Девы появилось светящимся в полный рост, как излучающая свет фосфоресцирующая статуя. После короткого времени Явление исчезло. Потом оно появилось снова в 4 часа утра и оставалось до 5 часов на заре. Сцена была поражающая и величественная. Явление двигалось по направлению к западу, иногда поднимая руки для благословения, иногда не спеша наклоняя голову, которую окружал ореол света. Я также видел сверкающие существа вокруг Явления. Они выглядели как звёзды голубоватого цвета. 
Оригинальный текст (англ.)
At 2:45 in the morning the Blessed Virgin's Apparition appeared in a complete luminous body as a radiating phosphorescent statue. After a short time the Apparition disappeared. Then it re-appeared at 4 o'clock and remained till 5 o'clock at dawn. The scene was overwhelming and magnificent. The Apparition was walking towards the west sometimes moving its hands for blessing, and sometimes bowing the head steadily. A halo of light was surrounding its head. I saw also some glittering beings around the Apparition. They looked like stars rather blue in color.
The Report of the Bishop of Beni-Soueif Diocese, Anba Athanasius.

Свидетельство владыки Афанасия, кафедрального епископа Бени-Суейфа. 

ST. MARY’S TRANSFIGURATIONS (The Coptic Orthodox Church of Zeitun). — 1968. p. 15.

Мой пациент, которому я два года назад оперировал рак, три недели назад пришёл в мой кабинет для осмотра. При обследовании я обнаружил, что мужчина имеет другую опухоль. Я действительно прощупывал опухоль во время внутреннего осмотра и взял кусок ткани для биопсии. Когда тест показал, что опухоль была злокачественной, я порекомендовал немедленную операцию, но человек отказался, сказав, что не имеет достаточно денег, и ушёл. Две недели спустя он вернулся и попросил о повторном обследовании. К моему удивлению, я не мог найти опухоль, но только белую рубцевую ткань. Человек сказал мне, что он был в Зейтуне и молился Богородице о помощи. Я не верю в такие чудеса, но я не могу объяснить исчезновение опухоли и это сводит меня с ума.
Оригинальный текст (англ.)
A patient of mine upon whom I had operated two years ago for cancer returned to my office three weeks ago for a check-up. Upon examination I discovered that the man had another tumor. I actually felt the tumor during the internal examination and removed a piece of tissue for biopsy. When the test showed it was malignant I recommended an immediate operation, but the man refused, saying he did not have enough money, and left the office. Two weeks later he returned and asked for another examination. To my astonishment I could not find the tumor, but only some white scar tissue. The man told me he had gone to Zeitoun and prayed to the Virgin for help. I do not believe in such miracles, but I cannot explain the disappearance of the tumor and it is driving me mad.
The narrative of one prominent Cairo surgeon to Cynthia Nelson.

Синтия Нельсон приводит рассказ известного Каирского хирурга. 

Cynthia Nelson. «The Virgin of Zeitoun». Worldview Magazine 16 (9) — 1973.

## Научные объяснения
Синтия Нельсон, американский профессор антропологии, посетила церковь несколько раз в апреле-июне 1968 г. Она видела лишь несколько «периодических вспышек света».
Она и другие полагают, что сообщения о чудесном видении связаны с тем, что Египет переживал в это время кризисный период.
Социологи Роберт Бартоломеу и Ерих Гуд считают сообщения о чудесном видении случаем массового заблуждения:
«Похоже, что наблюдатели Марии были предрасположены из-за своей религиозности и ожиданий общества интерпретировать вспышки света как связанные с Девой Марией».
Канадский нейрофизиолог Майкл Персингер и американский геолог Джон Дерр связывают явление с сейсмической активностью. По данным их анализа, сейсмическая активность в регионе в период с 1958 по 1979 г. совпадает с появлением световых феноменов.

## Критика
Профессор Московской Духовной Академии А. И. Осипов, отвечая на вопрос о природе зейтунских видений, упомянул о том, что известный духовный писатель иеромонах Серафим (Роуз) в одной из книг писал о растущем потоке чудес демонического происхождения. Осипов считает крайне сомнительным, что  данное явление имеет отношение к христианству. По его словам, даже при самом благожелательном отношении к этому явлению следует подходить, руководствуясь правилом «не принимай».